# Arctic Wolf Networks
Arctic Wolf Networks ist ein US-amerikanisches Unternehmen für Informations- und Cybersicherheit mit Sitz in Eden Prairie in Minnesota. Es bietet ein Security Operations Center zur Erkennung und Abwehr von Cyberangriffen an.

## Produkte
Hauptprodukt von Arctic Wolf ist Managed Detection and Response, also die Erkennung und Abwehr komplexer Bedrohungen. Dazu werden weitere Module angeboten:
- Managed Risk mit einem kontinuierlichen Vulnerability und Risiko-Management
- Managed Security Awareness gegen Social-Engineering-Angriffe
- Incident Response mit einer schnellen Behebung von Cyberangriffen und Sicherheitslücken
- Cloud Detection and Response, Bedrohungserkennung für Cloud-Umgebungen

Die Firma kombiniert ihr sogenanntes „Concierge Security Team“ mit der eigentlichen Security-Plattform. In Europa ist Arctic Wolf seit 2021 in Großbritannien (Headquarters) und Deutschland (SOC) aktiv.
Arctic Wolf erfasst und analysiert über 4,5 Billionen sicherheitsrelevante Ereignisse ihrer Kunden.

## Geschichte
Arctic Wolf wurde 2012 gegründet und konzentriert sich auf die Bereitstellung verwalteter Sicherheitsdienste (SOC – Security Operations Center) für kleine und mittlere Unternehmen. Das Unternehmen wurde im Juni 2018 als Gartner Cool Vendor im Bereich Sicherheit für mittelständische Unternehmen gelistet. Es ist einer der wichtigsten Anbieter von Cybersecurity-Lösungen und nach eigenen Angaben Weltmarktführer.
Im Dezember 2018 gab Arctic Wolf die Übernahme des Unternehmens RootSecure bekannt und wandelte dessen Produktangebot anschließend in einen Schwachstellenmanagementdienst um. Seit 2019 ist Arctic Wolf ISO-27001-zertifiziert. Im März 2020 kündigte das Unternehmen nach einer Finanzierungsrunde in Höhe von 60 Millionen US-Dollar an, seinen Hauptsitz im Oktober 2020 von Sunnyvale, Kalifornien, nach Eden Prairie, Minnesota, zu verlegen. Im Oktober 2020 kündigte Arctic Wolf eine E-Finanzierungsrunde in Höhe von 200 Millionen US-Dollar mit einem Wert von 1,3 Milliarden US-Dollar an. 2021 sicherte sich die Firma 150 Millionen US-Dollar und verdreifachte damit ihren Wert auf 4,3 Milliarden US-Dollar. Am 1. Februar 2022 erwarb sie Tetra Defense. Auf der Forbes-Liste der wichtigsten Cloud-Firmen liegt Arctic Wolf auf Platz 29.